# Loretta Lynch
Loretta Elizabeth Lynch (ur. 21 maja 1959 w Greensboro) – amerykańska polityk. Od 2015 do 2017 prokurator generalny Stanów Zjednoczonych.
8 listopada 2014 prezydent Barack Obama mianował ją na nowego prokuratora generalnego Stanów Zjednoczonych po rezygnacji Ericka Holdera.
23 kwietnia 2015 Senat zatwierdził jej nominację. 27 kwietnia 2015 została przez wiceprezydenta Joe Bidena zaprzysiężona na prokuratora generalnego USA.